# Guillaume de La Ferté-Arnaud
Guillaume de la Ferté-Arnaud, appelé aussi Guillaume du Puiset ou de Breteuil, († 1226) était seigneur de Villepreux.

## Biographie
Il était le fils d'Ernaud du Puiset. Il a épousé avant 1208 Constance de Courtenay fille de Pierre Ier de Courtenay et veuve de Gasce de Poissy, seigneur de Châteaufort.
D'après le cartulaire de l'abbaye de Notre-Dame de la Trappe, il eut pour filles : Alix, épouse d'Hervé de Châteauneuf, seigneur de Brezolles ; et Julienne, épouse de Guillaume de Tilly.

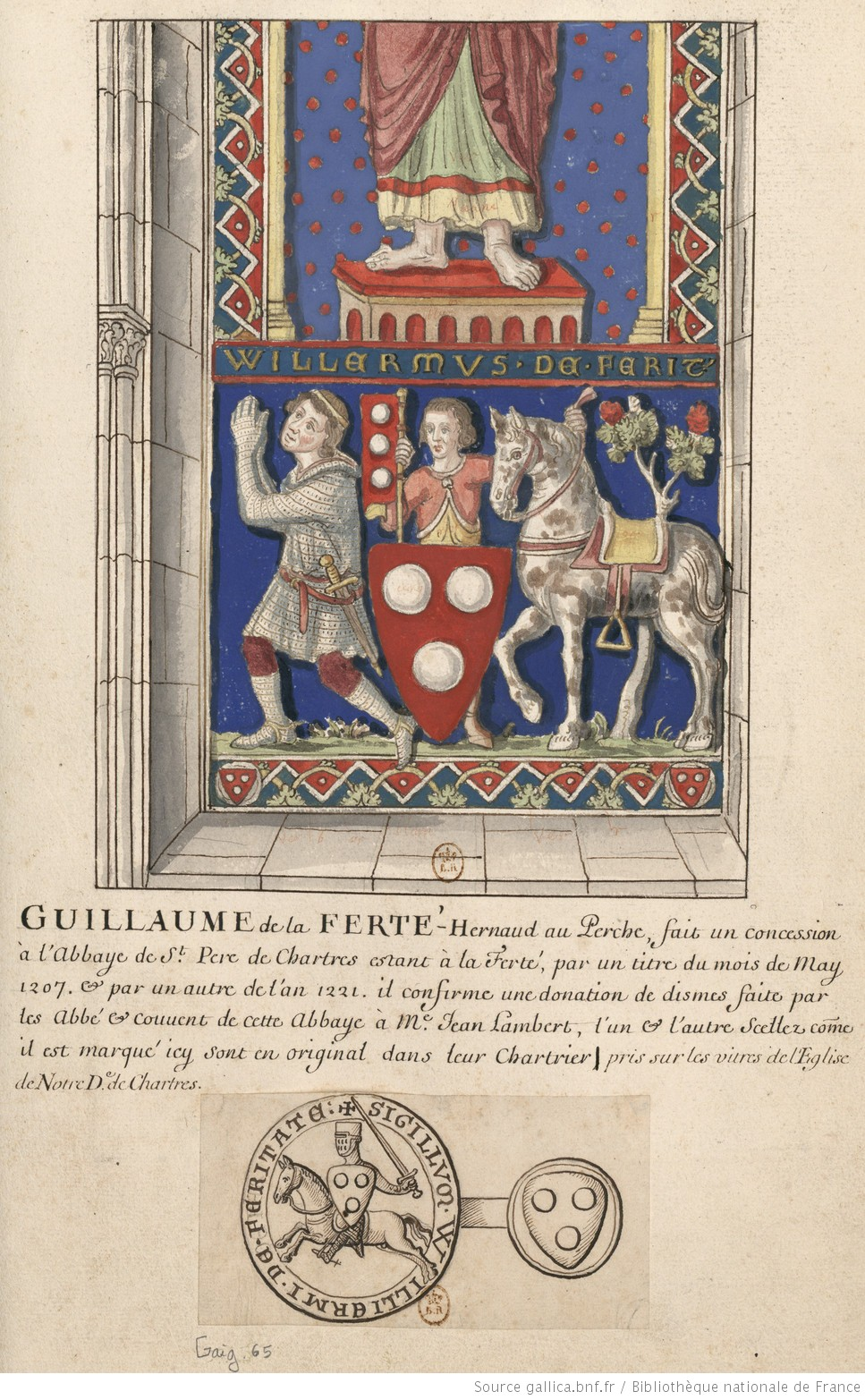
Guillaume de La Ferté-Hernaud.

Il était représenté sur un vitrail de la cathédrale Notre-Dame de Chartres (disparu en 1773) descendu de cheval pour prier, un serviteur debout tenant son écu de gueules à trois besants d'argent.
Son frère Hugues fut évêque de Chartres en 1234.
Ses armoiries se trouvent actuellement sur le blason de la ville de Villepreux.